# Udmurtsko
Udmurtsko (rusky a udmurtsky Удмуртия, Udmurtija), plným názvem Udmurtská republika (rusky Удмуртская республика, Udmurtskaja Respublika; udmurtsky Удмурт Республика, Udmurt Respublika nebo Удмурт Элькун, Udmurt El’kun), je jednou z republik Ruské federace. Nachází se na východě evropské části Ruska, na okraji Východoevropské roviny mezi řekami Kamou a Vjatkou.
Má rozlohu 42 100 km² a žije zde přibližně 1,49 milionu obyvatel, především Rusové a původní obyvatelstvo území republiky Udmurti. Hlavním městem je Iževsk, udmurtsky Ižkar. Na jihu sousedí s Tatarstánem, na jihovýchodě s Baškortostánem. Na východě hraničí s Permským krajem a na severu a západě s Kirovskou oblastí.
Úředními jazyky republiky jsou udmurtština a ruština.

## Historie
Udmurtsko bylo od 16  století součástí Ruska, později Sovětského svazu. V roce 1920 byla na udmurtském území v rámci Ruské SFSR vytvořena Votská autonomní oblast, která byla v roce 1932 přejmenována na Udmurtskou autonomní oblast a v roce 1934 přetvořena na Udmurtskou ASSR.
Udmurtská ASSR zanikla 11. listopadu 1990, kdy její Nejvyšší sovět vyhlásil suverénní Udmurtskou republiku – byla přijata Deklarace o státní suverenitě a zákon o zavedení změn do ústavy Udmurtské ASSR, čímž byl změněn název na Udmurtskou republiku.
V roce 1994 by přijata ústava Udmurtské republiky, kterou se stala subjektem Ruské federace

## Symboly

### Vlajka
Udmurtská vlajka je tvořena listem o poměru stran 1:2 se třemi svislými pruhy: černým, bílým a červeným. Ve středu bílého pruhu je červený, osmicípý sluneční znak, umístěný do pomyslného čtverce o straně rovné 5/6 šířky pruhu. Jde o středový kříž s rameny o šířce 1/3 šířky pruhu, na koncích ramen je výřez, svírající pravý úhel.

## Geografie

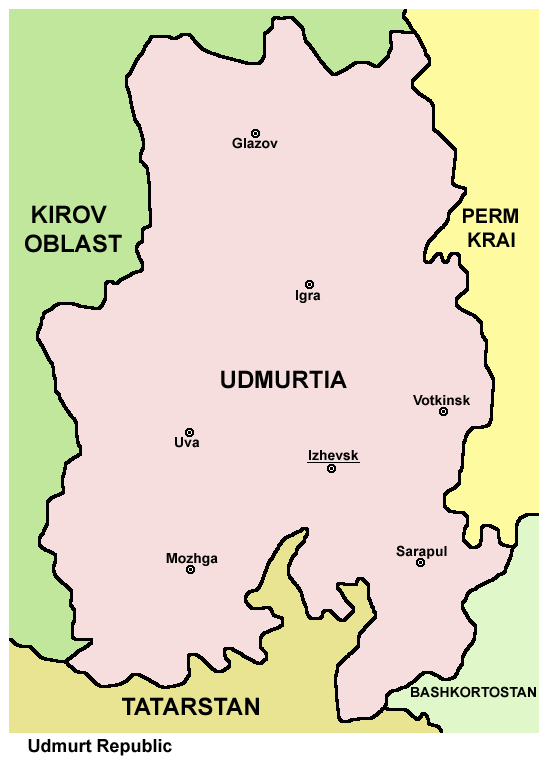

Významnými přírodními zdroji republiky jsou rašelina, prameny minerálních vod a naleziště ropy, která jsou odhadována na 820 milionů tun. 40 % rozlohy republiky pokrývají jehličnaté lesy.
Významné řeky v republice jsou: Čepca, Iž, Kama, Kilmez a Siva. Také tu pramení (na severu) Vjatka, která pak v jihozápadním cípu území tvoří malý úsek hranice s Tatarstánem. Votkinská a Dolnokamská přehrada, obojí na řece Kamě, částí svých ploch ohraničují republiku z východu, resp. jihu.

## Města a okresy
Seznam sídel s více než 5000 obyvateli (stav k 1. lednu 2007):
| Obec      | Populace     |
| --------- | ------------ |
| Iževsk    | 615 700      |
| Sarapul   | 99 800       |
| Glazov    | 99 600       |
| Votkinsk  | 97 600       |
| Možga     | 49 000       |
| Igra      | 22 200       |
| Uva       | 19 800       |
| Balezino  | 16 300       |
| Kambarka  | 12 400       |
| Kez       | 10 700       |
| Kizněr    | 9 200        |
| Zavjalovo | (2002) 7 500 |

| Obec         | Populace     |
| ------------ | ------------ |
| Jar          | 7 000        |
| Jakšur-Bodja | (2002) 6 900 |
| Malaja Purga | (2002) 6 900 |
| Šarkan       | (2002) 6 600 |
| Alnaši       | (2002) 6 300 |
| Sigajevo     | (2002) 5 800 |
| Děbjosy      | (2002) 5 800 |
| Novyj        | 5 700        |
| Sjumsi       | (2002) 5 600 |
| Vavož        | (2002) 5 600 |
| Selty        | (2002) 5 600 |
| Karakulino   | (2002) 5 100 |

Seznam rájónů s údaji o počtu obyvatel (stav k 1. lednu 2007):
| Rajón         | Populace | Rozloha     |
| ------------- | -------- | ----------- |
| Alnašskij     | 22 300   | 896 km²     |
| Balezinckij   | 40 700   | 2 586,8 km² |
| Vavožskij     | 17 870   | 1 679 km²   |
| Votkinskij    | 24 500   | 1 860 km²   |
| Gazovskij     | 17 870   | 2 160 km²   |
| Grachovskij   | 19 900   | 970 km²     |
| Děbjosskij    | 14 430   | 1 033 km²   |
| Zavjalovskij  | 56 500   | 2 220 km²   |
| Igrinskij     | 42 800   | 2 267,4 km² |
| Kambarskij    | 21 300   | 763 km²     |
| Karakulinskij | 13 500   | 1 192,6 km² |
| Kezskij       | 26 500   | 2 321 km²   |
| Kizněrskij    | 22 500   | 2 164 km²   |

| Rajón            | Populace | Rozloha     |
| ---------------- | -------- | ----------- |
| Kijasovskij      | 11 300   | 800 km²     |
| Krasnogorskij    | 11 300   | 1 860 km²   |
| Malopurginskij   | 33 400   | 1 220,4 km² |
| Možginskij       | 28 700   | 1 998 km²   |
| Sarapulskij      | 25 300   | 1 878 km²   |
| Seltinskij       | 13 300   | 1 884 km²   |
| Sjumsinskij      | 15 800   | 1 793 km²   |
| Uvinskij         | 40 700   | 2 449 km²   |
| Šarkanskij       | 22 500   | 1 404,5 km² |
| Jukamenskij      | 11 900   | 1 019,7 km² |
| Jakšur-Bodynskij | 23 200   | 1 778,4 km² |
| Jarskij          | 18 050   | 1 524,3 km² |